# Hornungia petraea
Hornungia petraea é uma espécie de planta com flor pertencente à família Brassicaceae. 
A autoridade científica da espécie é Rchb., tendo sido publicada em Ic. Fl. Germ. xii. t. 6. f. 4190 (1837).

## Portugal
Trata-se de uma espécie presente no território português, nomeadamente os seguintes táxones infraespecíficos:
- Hornungia petraea subsp. petraea - presente em Portugal Continental. Em termos de naturalidade é nativa da região atrás referida. Não se encontra protegida por legislação portuguesa ou da Comunidade Europeia.